# ثقب أسود فائق الكتلة

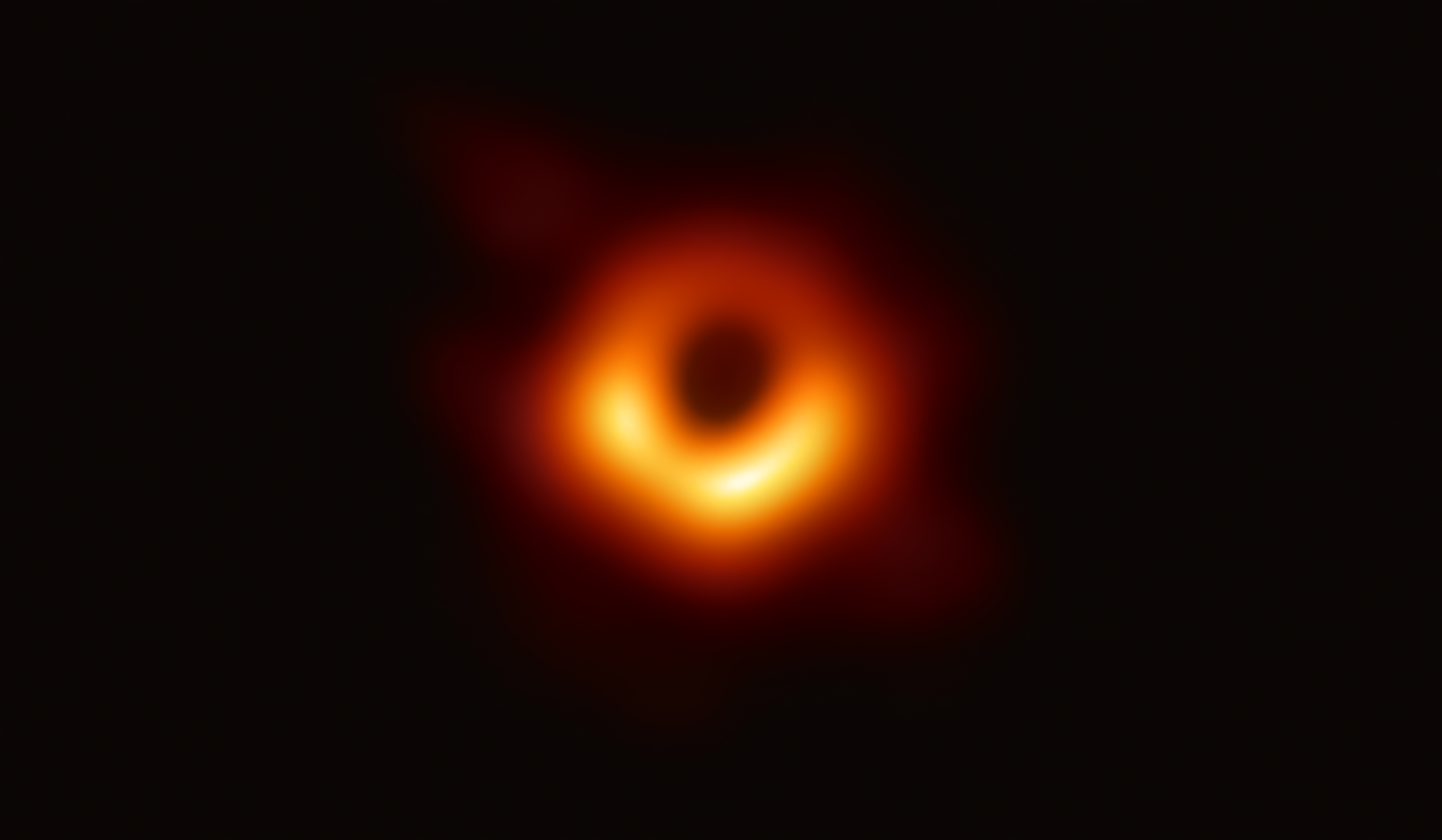
الثقب الأسود فائق الكتلة داخل نواة المجرة الإهليلجية العملاقة مسييه 87 التابعة لكوكبة العذراء. تعدّ هذه الصورة أول صورة حقيقية لثقب أسود، وتعود لشبكة مقراب أفق الحدث، وتظهر فيها بقعة مظلمة أمام حلقة تضيء بشكل خافت، وعُرضت لأول مرة في ستة مؤتمرات صحفية متزامنة تمت في العاشر من أبريل عام 2019.

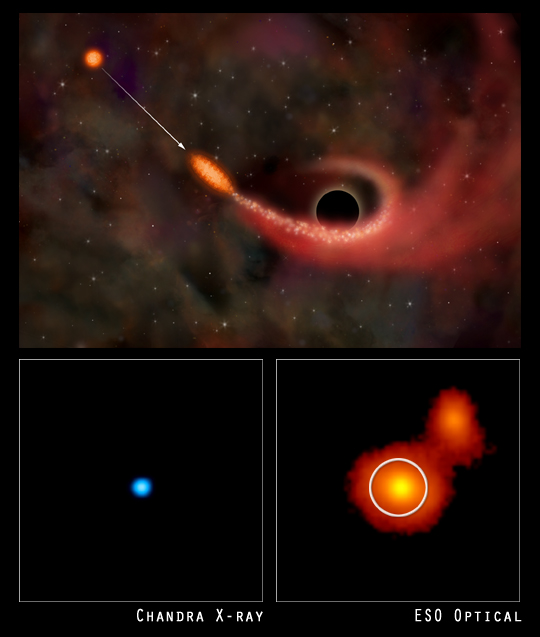
فوق: رسم تخيلي يُظهر ثقباً أسودَ فائق الكتلة يُمزق أجزاءً من نجم منفرد ويبتلعها.الصورة أسفل اليمين: صورة ضوئية يُعتقد أنها لثقبٍ أسودَ فائق الكتلة يبتلع نجماً في المجرة RXJ. الصورة أسفل اليسار: الصورة بالأشعة السينية.

الثقب الأسود فائق الكتلة أو الثقب الأسود عظيم الكتلة هو أكبر نوع من الثقوب السوداء يوجد في مجرة، تُراوِح كتلته بين مئات آلاف وملايير الكتل الشمسية. يُعتقد أن معظم المجرات -إن لم يكن كلها- بما في ذلك مجرتنا درب التبانة - تحتوي ثقوباً سوداء فائقة الكتلة في حوصلاتها.
تملك الثقوب السوداء عظيمة الكتلة خصائصَ تميزها عن تلك ذات الكتلة المتوسطة أو العادية، منها:
- تعرّف الكثافة المتوسطة للثقب الأسود بقسمة كتلة الثقب الأسود على الحجم داخل نصف قطر شفارتزشيلد، وبناء على ذلك فقد تكون أقل من كثافة الماء للثقب الأسود ذي الكتلة الضخمة، وتنطبق تلك الكثافة مثلاً على ثقب أسود تعادل كتلته 108 كتلة شمسية.[7] (هذا بسبب أن نصف قطر شفارتزشيلد يتناسب تناسباً طردياً مع الكتلة بينما تتناسب الكثافة تناسباً عكسياً مع الحجم، وبما أن حجم الكرة المحيطة بأفق الحدث لثقبٍ أسودَ لا يدور حول محوره يتناسب تناسباً طردياً مع مكعب نصف القطر، فنجد أن الكثافة المتوسطة تقل للثقب الأسود الضخم حيث إنها تتناسب تناسباً عكسياً مع الكتلة).
- تكون قوة المد والجزر قرب أفق الحدث ضعيفة. وبما أن نقطة التفرد الثقالي بعيدة جداً عن أفق الحدث، فرائد الفضاء الافتراضي المسافر إلى مركز الثقب الأسود لن يُجرب ما يُعرف بـ«التأثيرات المعكرونية» (وهو تمدد الجسم طولياً وانخفاض ثخانته باستمرار فيصبح رفيعاً مثل عود المعكرونة، وهذا ما يمكن أن يحدث في حقولِ الجاذبيةِ هائلة القوة) إلى أن يصل إلى نقطة عميقة جداً في الثقب الأسود.

## التكون

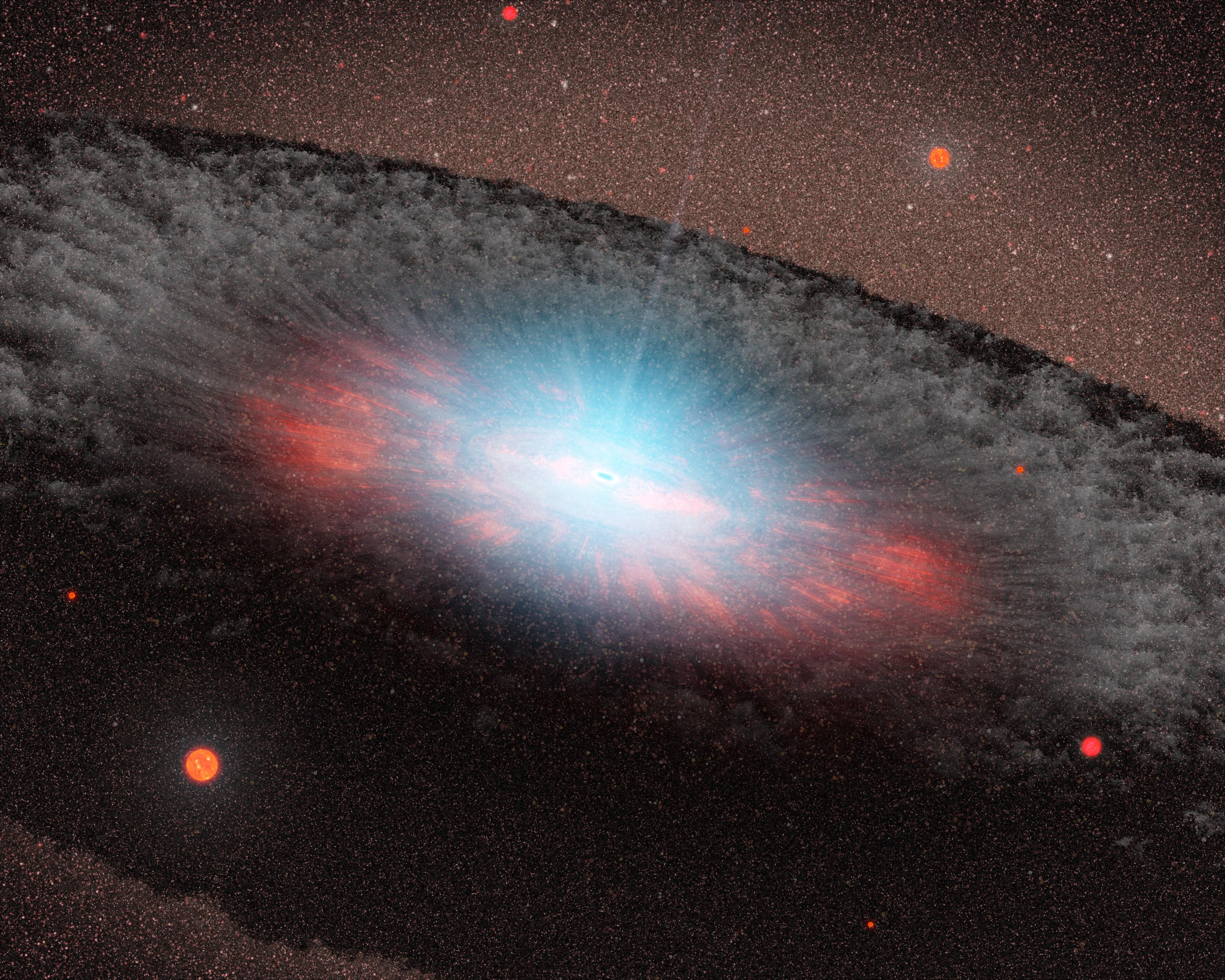
رسم تخيلي يُظهر ثقباً أسودَ فائق الكتلة وحوله قرص مزود كما كان سوف يبدو لو كان بالإمكان رؤيته.

هناك نماذج مختلفة لكيفية تكون الثقوب السوداء من هذا الحجم. وأكثرها وضوحا هي ازدياد مادة ثقب أسود من الحجم النجمي ببطء حتى يبلغ هذا الحجم. وأحد النماذج الأخرى لتكون هذه الثقوب السوداء يبدأ من سحابة كبيرة من الغاز تنهار إلى «نجم نسبي» ربما تصل كتلته إلى مئات آلاف الكتل الشمسية أو أكثر. ثم يصبح النجم غير مستقر ومضطرب الحجم بسبب إنتاجه للبوزيترونات والإلكترونات في نواته، وربما ينهار مباشرة إلى ثقب أسود بدون أن ينفجر إلى مستعر أعظم، والذي سوف يقذف معظم كتلة النجم ويمنع بقاياه من التحول إلى ثقب أسود فائق الكتلة.
الصعوبة في تكوّن ثقب أسود فائق الكتلة تكمن في وجود مادة كافية في منطقة صغيرة كفاية. وهذه المادة يجب أن تملك كثافة قليلة جدا أيضا لكي يحدث هذا. وبشكل طبيعي تشمل عملية الازدياد انتقال جزء كبير من المادة الأولية إلى خارج ما يتحول إلى ثقب أسود، وهذا يبدو عاملا محددا في نمو الثقب الأسود ويفسر تكون الأقراص الازديادية.
حاليا يبدو أن هناك فجوة في تصنيف كتلة الثقوب السوداء. فهناك ثقوبٌ سوداء ذات كتلةٍ نجمية تولد من انهيار نجوم ربما تصل كتلتها إلى 33 كتلة شمسية. وأخف الثقوب السوداء الفائقة الكتلة تبلغ كتلتها مئة ألف كتلة شمسية. وبين هذين الصُّنفين يوجد صُنف نادر هو الثقوب السوداء متوسطة الكتلة. وبسبب هذه الفجوة يُعتقد أن طريقة تكوّن كل من هذه الأنواع مختلفة عن الأخرى. وعلى أي حال بعض النماذج تقترح أن مصادر الأشعة السينية الفائقة الإضاءة هي ثقوب سوداء من هذا النوع النادر.

## فرضية الثقوب السوداء فائقة الكتلة
الفلكيون واثقون من وجود ثقب أسود فائق الكتلة في مركز مجرتنا - درب التبانة -، في منطقة تسمى الرامي أ*، وذلك بسبب أن:
- النجم إس 2 يدور في مدار بيضاوي يتم دورته فيه مرة كل 15,2 سنة، وفي أقرب اقتراب له من الجرم الذي يدور حول يكون على مسافة 17 ساعة ضوئية منه.[12]
- من حركة النجم «إس 2» يُقدر الفلكيون كتلة الجرم الذي يدور حوله ب 4.1 مليون كتلة شمسية.[13]
- الفلكيون يعرفون أيضاً أن قطر الجرم الذي يدور حوله النجم أقل من 17 ساعة ضوئية، وهذا يعني أن النجم إس 2 سوف يصطدم بالجرم أو سوف تُمزق أجزاء من بواسطة قوة المد والجزر.[14]
- الجرم الوحيد المعروف الذي يُمكن أن تصل كتلته إلى 4.1 مليون كتلة شمسية وبحجم صغير هو الثقوب السوداء الفائقة الكتلة.

وقد قامت بضعة معاهد علمية في ألمانيا بتقديم أقوى دليل على احتواء منطقة الرامي أ* على ثقب أسود فائق الكتلة، وهو قائم على معلومات من مرصدي المرصد الأوروبي الجنوبي (ايسو) الموجود في شيلي،  وكيك الموجود في جزر هاواي، وتم من تلك المشاهدات استنتاج كتلته الثقب الأسود فائق الكتلة في مركز مجرتنا هي 4.1 مليون كتلة شمسية.

## تحققت الفرضية عام 2022
تحققت الفرضية عن طريق ارصاد فلكية قامت بها مجموعة من المقاريب موزعة في مختلف انحاء العالم معروفة تحت اسم مقراب أفق الحدث واشترك فيها علماء كثيرون من مختلف الدول. تحقق العلماء في عام 2022 من أن الرامي A* بالإنكليزية:(*Sagitarius A) التابع لكوكبة العذراء، هو عبارة عن ثقب أسود يقع في مركز مجرتنا؛ وتبلغ كتلته نحو 3او4 مليون كتلة شمسية. نشرت صورته في يوم 12 مايو2022.
وهذا هو ثاني دليل على وجود الثقوب السوداء بعد اكتشاف أول ثقب أسود، وهو في مركز المجرة مسييه 87 في أبريل 2019.

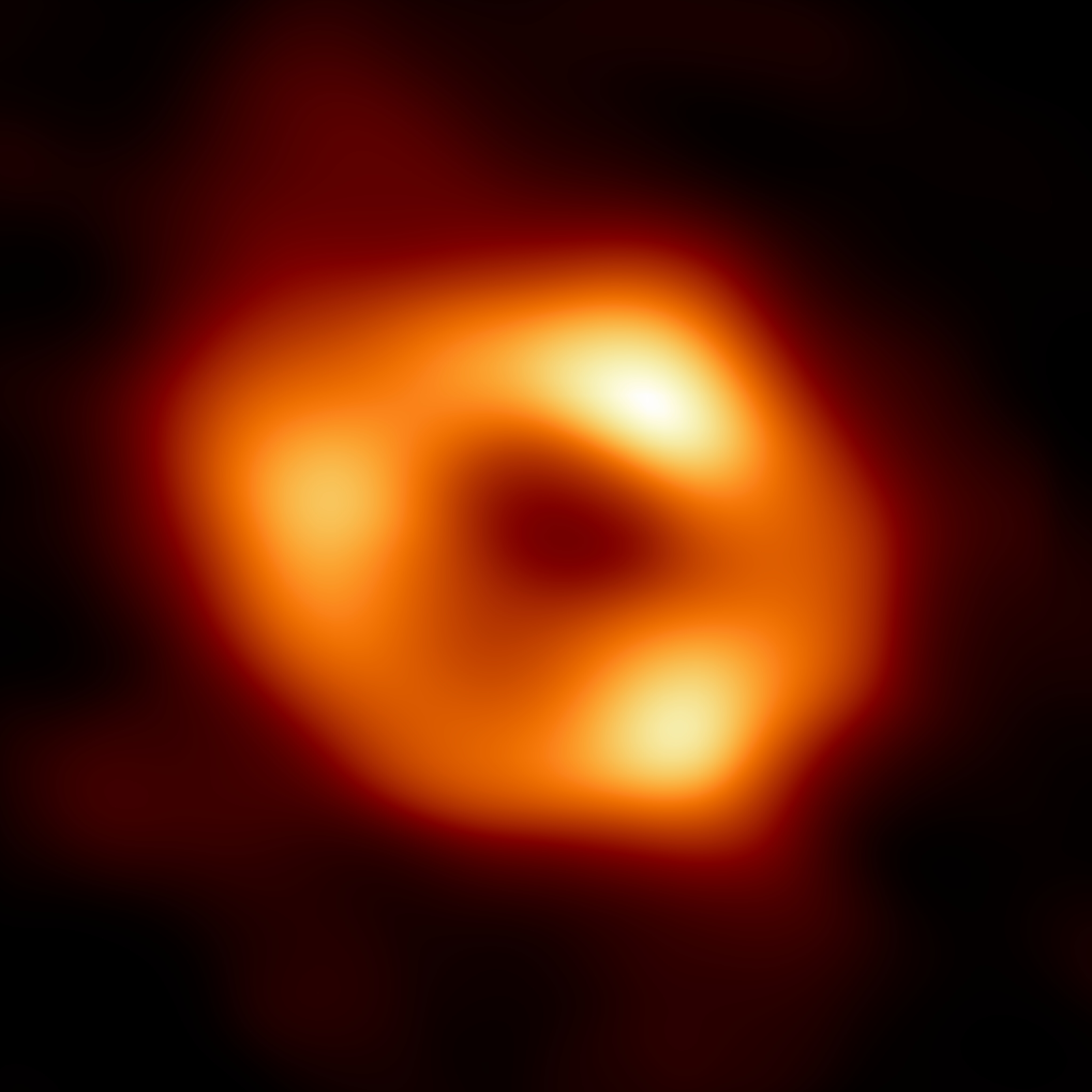
صورة الثقب الأسود الرامي A* الذي يقع في مركز مجرتنا. وكتلته تبلغ أكثر 4.3 مليون مرة من كتلة الشمس. صورة حديثة صدرت في 12 مايو 2022.

## وجودها خارج مجرة درب التبانة
تحتوي المجرة القريبة منا وهي مجرة المرأة المسلسلة وتبعد عنا 5و2 مليون سنة ضوئية ثقبًا أسودَ فائق الكتلة، تبلغ كتلته (1.1–2.3) × 108 كتلة شمسية، أي أنه أكبر كثيرا عن الثقب الأسود الموجود في مركز مجرتنا.
كما يوجد واحد من أكبر الثقوب السوداء الفائقة الكتلة في أحد جيران مجرتنا وهو مسييه 87، تبلغ كتلته (6.4 ± 0.5) × 109
كتلة شمسية، وهو يبعد عنا نحو 5و53 مليون سنة ضوئية.
وأصبح من المعلوم لدى العلماء أنه يكاد أن يوجد ثقب أسود فائق الكتلة في مركز كل مجرة.
وقد بينت المشاهدة وجود علاقة بين كتلة مثل ذلك الثقب الأسود والانخفاض النسبي لسرعة الحوصلة المجرية، وتسمى تلك العلاقة  علاقة M-سيغما  (بالإنجليزية: M-sigma relation).
وهي تؤيد العلاقة بين تكوّن الثقب الأسود وتكون المجرة نفسها.
ولا يزال تفسير تلك العلاقة غامضا ويشكل معضلة يتسابق الفيزيائيون على حلها. ويعتقد ان الثقوب السوداء ومجراتهم تكونت في نفس الوقت نحو 300 إلى 800 مليون سنة بعد الانفجار العظيم، مارين بخط التطور من نجم زائف وما له من خصائص، ولكن النماذج المقترحة تختلف فيما بينها حول السببية: هل الثقب الأسود هو العامل الفعال على نشأة المجرة أم العكس؟ كما ان تكونهما التسلسلي يمكن أن يكون نموذجا لتطورهما. كما أن مسألة طبيعة المادة المظلمة التي لا تزال غير معروفة تماما ربما تلعب دورا هاما في نماذج تكون المجرات والثقوب السوداء فائقة الكتلة.